# フォーナが走る
『フォーナが走る』（フォーナがはしる）は、小山田いくによる日本の漫画作品。1990年32号から1991年18号にかけて、秋田書店の『週刊少年チャンピオン』に連載された。全38話。単行本は全4巻で少年チャンピオンコミックスから刊行されていた。

## あらすじ
生物資源局の木曽分室で自然や動物に囲まれて暮らしていたフォーナは、資料の盗難事件を機に東京へ行き、総合調査部のNの下で、人間を襲う様々な変異動物達を狩るハンターとなる。
盗み出された資料や遺伝子サンプルを元に生み出された変異体を追う内に、人間による自然環境の破壊によって多くの変異体が生まれてきていることを知る。
必死に生きる生物の命を奪うことに疑問を抱きながら大切なものを守るために戦うフォーナは、変異体たちとの共存の道を探してゆく。

## 主な登場人物
布尾七樹（ふお ななき）
本編の主人公。通称フォーナ。現在は生物資源局・第一分室所属。以前は木曽分室で佐竹とともに動物飼育班の助手をしていた。佐竹の失踪後、東京へ行きNの下で変異体ハンターをしている。袖口に仕込んだ草刈り鎌が武器。また、木曽での自然や動物との触れあう生活が長かったこともあり、異性の扱いが苦手な様子。
小此木春日（おこのぎ はるひ）
冥王高校の1年生。化学や機械に関する造詣が深い。引っ込み思案で友達もいなかった春日は、フォーナとの出会いで変わってゆく。様々な発明品を作ってフォーナを助ける。終盤では変異体の暴走から、親戚のいる青森へ避難することになるが東京に残る七樹のために「S・ユニット」を仕上げた。
S・ユニット（ソルジャー・ユニット）
将来的な変異体増加に対して研究・開発されていた特殊装備。装備した動物たち（ユアング、ウルン、ミノー）と、より確実な意思疎通と指示だしを行う。田所が責任者となっていたが、東京に起きた異変に対処するために春日が仕上げた。七樹用のユニットは警告音声に春日の声が入力されている。

川瀬（かわせ）
冥王高校の2年生。女ぐせが悪く、真面目とは言えない学生だが、七樹と知り合ってからは認識を新たにしていく。
ユアング
フォーナのパートナーの犬。
ウルン
フォーナのパートナーのオナガ。選ばれた親から生まれて、ずっとフォーナの訓練を受けてきた。
五十川芙由子（いそかわ ふゆこ）
猫がたくさん住み着く屋敷に住む少女。地上げ屋に両親を殺される。
五十川良太（いそかわ りょうた）
芙由子の兄。両親を殺された後、大学を中退した。特技はピッキング。
ミノー
五十川家の猫。毒で異常妊娠をするようになった雌猫・オーラから産まれた変異体。高い知性を持つ。後にフォーナを助け共に戦うことになる。

### 生物資源局
能勢（のせ）
通称N（エヌ）。生物資源局総合調査部の次長。フォーナの行動司令官。変異体を狩り出すために元陸上自衛隊隊員で構成された直轄部隊を率いる。
佐竹昭重郎（さたけ しょうじゅうろう）
フォーナの遠縁の老人。両親のいないフォーナを引き取って育てた。フォーナに自然や生物と共に生きるための様々な事を教える。元・生物資源局木曽分室動物飼育班長。分室から盗み出された資料やサンプルの行方を追って失踪する。
田所（たどころ）
生物資源局・第一分室の分室長。未成年のフォーナの保護者役にして上司。
神保（じんぼ）
Nの直轄部隊のメンバー。顔に傷がある。
大海（おおみ）
Nの直轄部隊のメンバー。大柄な男。
永井（ながい）
Nの直轄部隊のメンバー。普段からサングラスをかけている。
尾沼（おぬま）
Nの直轄部隊のメンバー。

### 報道関係者
日月由清（たちもり ゆきよ）
TV番組製作会社ナン・ロラン（Nain-Laurin）の新人リポーター。一流のリポーターになるのが夢。
武夫（たけお）
ナン・ロランのスタッフ。自分の納得できる番組を作りたくて独立した。
クマちゃん
ナン・ロランのスタッフ。
花里美沙（はなざと みさ）
大日TVのニュースリポーター。カメラの前では見映えよくしているがカメラが入っていない時には我がままな言動のため、テレビスタッフ達からは嫌われている。変異した寄生バチに産卵されるが、ホラー映画的な妄想に囚われた末に事故死する。

### 人工変異体を生み出した者達
呂鬼宗司（ろき そうし）
元生物資源局の人間。Nとは大学の同期で、生物資源局に入った時期も同じ。昇進スピードや考え方の違いから、次第にNと対立するようになった。局を辞めた後、ハーヴィーの誘いに乗ってアフリカに行く。事故に遭い、治療のため遺伝子を操作された変異体の内臓・組織を移植された。結果として化物のような姿となった後、Nを憎み、ハーヴィー達の計画に協力し日本に変異した生物を繁殖させる。
鬼森哲（おにもり てつ）
元生物資源局木曽分室の人間。佐竹の昔の同僚。生物資源局から改造した遺伝子のデータやサンプルを盗み出した。呂鬼に利用されたあげく、最後には殺される。
ジェイムズ・F・ハーヴィー
E国の食品会社研究員。生物資源局から盗み出した資料を元に砂漠でも生きられる生物を作り、東京を実験場にして変異体が従来の生物や人間の生活にどんな影響を与えるか調べようとした。

## 書誌情報
- 小山田いく『フォーナが走る』 秋田書店〈少年チャンピオン・コミックス〉、全4巻
  1. ISBN 4-253-05384-X
  2. ISBN 4-253-05385-8
  3. ISBN 4-253-05386-6
  4. ISBN 4-253-05387-4